# Hemictenius nigrociliatus
Hemictenius nigrociliatus är en skalbaggsart som beskrevs av Edmund Reitter 1897. Hemictenius nigrociliatus ingår i släktet Hemictenius och familjen Melolonthidae. Inga underarter finns listade i Catalogue of Life.